# Back & Forth (Aaliyah)
Back & Forth è il primo singolo della cantante statunitense Aaliyah, pubblicato l'8 aprile 1994 come primo estratto dal primo album in studio Age Ain't Nothing but a Number. Il singolo ha raggiunto la prima posizione della Billboard Hot R&B Singles & Tracks, ed è entrato in Top5 nella Billboard Hot 100. Inoltre ha ottenuto un buon riscontro anche in diverse classifiche mondiali.

## Descrizione
Il brano è stato scritto e prodotto da R. Kelly come quasi tutti quelli tratti da Age Ain't Nothing but a Number; in quegli anni il cantautore stava emergendo in maniera decisa nella scena musicale, e il lavoro svolto in coppia con Aaliyah rappresentava un'occasione di farsi conoscere per entrambi, per lui come produttore e per lei come cantante. Il musicista di Chicago ha composta una tipica hit da club degli anni '90, che miscela sapientemente R&B e Hip hop in maniera molto omogenea, creando un pezzo hip hop soul nella tradizione del trend di quel periodo. Il testo della canzone va di pari passo con l'atmosfera ballabile e vivace del ritmo: vede infatti come protagonista una ragazza adolescente che si prepara per uscire con le sue amiche per festeggiare l'arrivo del venerdì sera andando a ballare nei club. La canzone è un inno da discoteca che incita il dj a non smettere di girare i piatti e gli altri a scatenarsi in pista senza problemi; la cantante dà anche lezioni su come muoversi: “Back and forth” appunto, ovvero avanti e indietro, ed esorta ad alzare le mani in aria e ondeggiarle. Kelly non si è limitato a comporre musica e testo, ma esegue anche una strofa rap, oltre a rappare sotto la voce di Aaliyah durante il ritornello e l'intro della canzone.

## Video musicale
Il video musicale è stato diretto da Millicent Shelton ed è ambientato principalmente in una palestra con campo da basket. Si apre in silenzio con l'apertura di una porta che lascia entrare nella palestra un fascio di luce e la figura di R. Kelly che palleggia e tira la palla facendo canestro. L'audio del pezzo inizia con l'entrata in scena della cantante, seguita da molti altri ragazzi sopraggiunti per seguire la partita amichevole di basket e soprattutto per fare festa. Durante l'esecuzione del brano Aaliyah è al centro del campo circondata da tutti gli altri ragazzi, e li guida nella coreografia che segue le parole della canzone su come muoversi; a questa scena vengono alternate immagini della partita di basket e dei giocatori che si riposano. Con la seconda strofa si apre un'altra sequenza, girata di notte su un tetto illuminato. Il look di Aaliyah rispecchia quello di molti suoi coetanei del periodo: bandana e/o cappellino da baseball, camicie e giacche oversize, pantaloni da hip hopper, occhiali da sole, il tutto a renderla un perfetto “maschiaccio”; l'unico elemento femminile è un top attillato che è lasciato intravedere dalla giacca aperta. Nella sequenza girata di notte il look della cantante è interamente nero, con una targa appesa dietro la schiena che dovrebbe essere quella personale dell'artista: Illinois, LIYAH. R. Kelly appare principalmente in due scene: una con la cantante, in cui siedono sulle panchine destinate al pubblico, e una in cui si diverte con degli amici all'esterno.

## Successo commerciale
Il successo del singolo è stato istantaneo, pur essendo un singolo di debutto, e lo è stato in tutte le classifiche principali di Billboard. È arrivato al numero 1 di varie classifiche, tra cui quella R&B il 21 maggio 1994, dove è rimasto in vetta per tre settimane consecutive e in classifica per 27 settimane. Nella Hot 100 il singolo è entrato il 30 aprile al numero 56, per poi arrivare alla sua posizione più alta, la numero 5, spendendo ben 24 settimane in classifica. Il brano è stato consacrato come uno dei pezzi R&B più popolari dell'anno, piazzandosi alla seconda posizione nella classifica di fine anno di Billboard dedicata ai 100 pezzi R&B/Hip hop di maggiore successo (al primo posto c'era Bump’N’Grind di R. Kelly, confermando il successo della formula creata); nella classifica pop di fine anno si è piazzato invece al numero 24. Grazie alle 500 000 copie vendute il singolo ha ricevuto anche la certificazione di disco d'oro dalla RIAA. Aaliyah con il primo singolo della sua carriera ha già ottenuto la prima numero 1 R&B, il primo singolo in top5 Usa e il primo disco d'oro. Questi record hanno permesso alla giovanissima cantante di diventare una delle promesse femminili dell'R&B anni '90.
Back & Forth è stato anche il primo singolo dell'artista ad entrare nella top20 britannica, arrivando al numero 16, e nella top40 olandese, arrivando al numero 38.

## Curiosità
- La canzone compare nel terzo film de La Storia Infinita. Fa parte, inoltre, dell'intera colonna sonora del film.

## Classifiche

### Classifiche settimanali
| Classifica (1994) | Posizione massima |
| ----------------- | ----------------- |
| Canada            | 7                 |
| Regno Unito       | 16                |
| Paesi Bassi       | 38                |
| Nuova Zelanda     | 48                |
| Stati Uniti       | 5                 |
| Stati Uniti (R&B) | 1                 |

## Tracce
U.S. CD (20 maggio, 1994)
1. "Back & Forth" (LP Version) - 3:51
2. "Back & Forth" (Mr. Lee & R. Kelly's Remix) - 3:44
3. "Back & Forth" (Ms. Mello Remix) - 5:58
4. "Back & Forth" (Mr. Lee's Club Mix) - 5:40
5. "Back & Forth" (Ms. Mello Instrumental) - 5:58
6. "Back & Forth" (Mr. Lee's Bonus Beats) - 5:13

US 12" Vinyl

(01241-42173-1; Released: 1994)
Side A
1. "Back & Forth" (LP Version) - 3:44
2. "Back & Forth" (R. Kelly's Smooth Mix) - 3:51
3. "Back & Forth" (Shaheed's Remix) - 5:13

Side B
1. "Back & Forth" (Mr. Lee's Club Mix) - 5:40
2. "Back & Forth" (Shaheed's Remix Instrumental) - 4:00
3. "Back & Forth" (Mr. Lee's Bonus Beats) - 5:13

UK CD

(JIVE CD 357; Released: 20 giugno, 1994)
1. "Back & Forth" (LP Version) - 3:51
2. "Back & Forth" (Mr. Lee & R. Kelly's Remix) - 3:44
3. "Back & Forth" (UK Flavour - Alternative Mix) - 4:37
4. "Back & Forth" (Ms. Mello Remix) - 5:58
5. "Back & Forth" (Mr. Lee's Club Mix) - 5:40

UK 12" Vinyl

(JIVE T 357; Released: 1994)
Side A
1. "Back & Forth" (LP Version) - 3:51
2. "Back & Forth" (Mr. Lee & R. Kelly's Remix) - 3:44
3. "Back & Forth" (Ms. Mello Remix) - 5:58

Side B
1. "Back & Forth" (UK Flavour) - 4:37
2. "Back & Forth" (Mr. Lee's Club Mix) - 5:40